# Tetradifon
Tetradifon is een organische verbinding met als brutoformule C12H6Cl4O2S. De stof komt voor als kleurloze kristallen, die onoplosbaar zijn in water.

## Toepassingen
Tetradifon is een insecticide en acaricide. Handelsnamen van het product zijn Acaroil TD, Acarvin, Agrex T-7.5, Akaritox, Aracnol K, Aredion, Mitifon, Mition, Polacaritox, Roztoczol, Roztozol, Tedion V-18, Tetradichlone en Tetranol V18.

## Toxicologie en veiligheid
De stof ontleedt bij verhitting en bij verbranding, met vorming van giftige dampen, onder andere zwaveloxiden en waterstofchloride.
Tetradifon kan bij langdurige of herhaalde blootstelling effecten hebben op de nieren en de lever. De verbinding is mogelijk mutageen en kan schadelijk zijn voor de voortplanting bij de mens.